# Trustix Secure Linux
Trustix Secure Linux, in breve Trustix, era una distribuzione basata sul kernel Linux concentrata sulla sicurezza del sistema, con pacchetti pronti per la maggior parte dei server (Apache+PHP+MySQL o PostgreSQL; ProFTPd o VsFTPd; Proxy Server; SSH Server; Mail server con Courier imapd, Cyrus imapd o AS/VS; Domain Name System e altri piccoli pacchetti).

## Descrizione
L'installazione completa comporta l'occupazione di circa 1 GB; tuttavia, a meno di configurazioni particolari non è necessario installare tutto (p.e. può darsi che 2 server SQL non servano) e si può arrivare fino a 341 MB. Trustix è nota per avere come obbiettivo la sicurezza e l'essenzialità; pertanto risulta essere un sistema molto sicuro, veloce, soprattutto stabile e leggero.
Una particolare menzione va al fatto che dopo averlo installato è già pronto il firewall (se è stato scelto nei pacchetti). All'amministratore rimane solo il compito della gestione degli utenti e dei permessi, oltre che alla configurazione dei server; dopodiché il sistema è pronto per l'uso.